# Passalora laxa
Passalora laxa är en svampart som först beskrevs av Kalchbr. & Cooke, och fick sitt nu gällande namn av U. Braun & Crous 2003. Passalora laxa ingår i släktet Passalora och familjen Mycosphaerellaceae.   Inga underarter finns listade i Catalogue of Life.